# Ostrikovac
Ostrikovac (en serbe cyrillique : Остриковац) est un village de Serbie situé dans la municipalité de Ćuprija, district de Pomoravlje. Au recensement de 2011, il comptait 501 habitants.

## Démographie

### Évolution historique de la population
| 1948 | 1953 | 1961 | 1971 | 1981 | 1991 | 2002 | 2011 |
| ---- | ---- | ---- | ---- | ---- | ---- | ---- | ---- |
| 838  | 963  | 906  | 852  | 746  | 697  | 574  | 501  |

|  |